# 愛媛県道212号東川上黒岩線

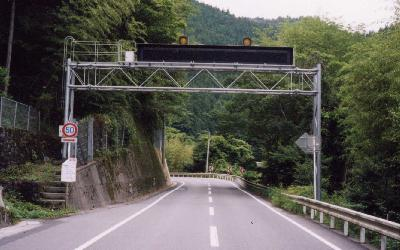
愛媛県道212号東川上黒岩線 電光道路標示版

愛媛県道212号東川上黒岩線 （えひめけんどう212ごう ひがしがわかみくろいわせん）は、愛媛県上浮穴郡久万高原町を通る一般県道である。

## 概要
- 上浮穴郡久万高原町東川から同町上黒岩までを結ぶ。
- 歴史の項目にもある通り、元々は高知県吾川郡池川町から愛媛県上浮穴郡小田町（現・高知県吾川郡仁淀川町から愛媛県喜多郡内子町）を結ぶ長い路線であったが、起終点の変更が繰り返される度に路線長が短くなり、最終的に愛媛県内に収まった。また度重なる起終点の入れ替えにより現在に至る。
- 1982年（昭和57年）から1993年（平成5年）まで主要地方道として管理されていたため、愛媛県内の他の3桁県道と異なり、四国山地の山奥にもかかわらず下記の通り整備が整っている。[注釈 1]
  - 全線にわたり片側1車線が確保されている。
  - 道路改良率、道路舗装率が100%である。
  - 電光道路標示版が設置されている。

### 路線データ
- 総延長：4.2 km
- 起点：上浮穴郡久万高原町東川（仕七川交差点、国道494号・愛媛県道12号西条久万線・愛媛県道210号美川川内線交点）
- 終点：上浮穴郡久万高原町上黒岩（御三戸交差点、国道33号・国道440号交点）

## 歴史
- 1923年（大正12年）4月1日 - 愛媛県告示第195号により、池川小田町線（高知県吾川郡池川町～愛媛県上浮穴郡小田町（現・高知県吾川郡仁淀川町～愛媛県喜多郡内子町））として県道に認定される[1]。
- 1958年（昭和33年）6月27日 - 愛媛県告示第566号により、久万池川線として県道に認定される（整理番号109番）[2]。
- 1972年（昭和47年）3月16日 - 愛媛県が愛媛県道104号池川久万線として認定（県道番号採択時に久万池川線から池川久万に改称（起終点の入れ替え）される）。
- 1982年（昭和57年）10月15日 -  愛媛県告示第1318号により、愛媛県が一般県道愛媛県道104号池川久万線を主要地方道愛媛県道1号久万池川線として認定（県道番号採択時に池川久万線から久万池川に再改称（起終点の入れ替え）される）。
- 1993年（平成5年）
  - 5月1日 - 愛媛県告示第571号により、愛媛県道212号東川上黒岩線の路線が認定される[3]。
  - 5月14日 - 愛媛県告示第734号により、愛媛県道1号久万池川線の路線廃止が認定される[4]。

## 地理

### 通過する自治体
- 上浮穴郡久万高原町

### 交差する道路
- 国道33号
- 国道440号（国道33号との重複区間）
- 国道494号
- 愛媛県道12号西条久万線
- 愛媛県道210号美川川内線（愛媛県道12号西条久万線との重複区間）

### 重複区間
- 愛媛県道12号西条久万線（仕七川交差点・上浮穴郡久万高原町東川～上浮穴郡久万高原町七鳥）
- 愛媛県道210号美川川内線（仕七川交差点・上浮穴郡久万高原町東川～上浮穴郡久万高原町七鳥）

### 沿線
- 面河川
- 久万高原警察署 仕七川駐在所
- 久万高原町 美川支所
- 久万高原町立美川中学校
- 美川郵便局
- 道の駅みかわ（終点付近）
- 松山街道